# دوناسگ
دوناسگ (به مجاری:  Dunaszeg) یک شهرداری در مجارستان است که در ناحیه دیور واقع شده‌است. دوناسگ ۱۷٫۲۶ کیلومتر مربع مساحت و ۱٬۷۵۷ نفر جمعیت دارد.